# Carl Gustaf von Koch
Carl Gustaf von Koch, född 3 april 1818 på Blomsholm i Skee socken, död 4 september 1876 i Savannah i Georgia i USA, var en svensk entreprenör och initiativtagare till bildandet av Sveriges första försäkringsbolag, Skandia. Han var bror till justitiekansler Nils von Koch.

## Biografi
Carl Gustaf von Kochs far Nils von Koch, adlad von Koch, var militär och deltog i finska kriget 1789–1790 och 1808 i försvaret av Norge. Efter studier avancerade von Koch inom den svenska byråkratin. Han hade bland annat titeln vice häradshövding, men var också verksam i det som i dag kallas statsrådsberedningen. Dessa tjänster var dock oavlönade, varför han började försörja sig som agent för utländska försäkringsbolag. De brittiska försäkringsbolagens uppbyggnad inspirerade honom till bildandet av Skandia, vilket skedde 1855. von Koch själv tvingades dock lämna bolaget redan efter tre år, 1857, på grund av olika schismer i företaget. Därefter gick von Koch i personlig konkurs och lämnade Sverige. Efter en period som entreprenör i Frankrike flyttade han med sina barn till USA, där han dog i gula febern 1876.
von Koch har uppmärksammats av forskaren Mikael Lönnborg som framhäver von Kochs betydelse för moderniseringen av den svenska finansmarknaden. Enligt Lönnborg är försäkringsmarknadens expansion det tydligaste avtrycket av von Kochs gärning. von Koch-affären innebar vidare att Skandia länge undvek den internationella försäkringsmarknaden.